# Богдановка (Васильковский район)
Богда́новка (укр. Богданівка) — село,
Богдановский сельский совет,
Васильковский район,
Днепропетровская область,
Украина.
Код КОАТУУ — 1220781101. Население по переписи 2001 года составляло 351 человек.
Является административным центром Богдановского сельского совета, в который, кроме того, входят сёла
Бабаково,
Катериновка,
Колоно-Николаевка и
Нововасильковка.

## Географическое положение
Село Богдановка находится в 2-х км от левого берега реки Волчья,
выше по течению на расстоянии в 4 км расположен посёлок Правда,
ниже по течению на расстоянии в 4 км расположено село Воскресеновка,
на противоположном берегу — село Преображенское.
По селу протекает пересыхающий ручей с запрудой.
Рядом проходит автомобильная дорога Т-0401.

## Объекты социальной сферы
- Школа I—II ст.
- Клуб.